# İscehisar
İscehisar ist eine Stadt und ein Landkreis der türkischen Provinz Afyonkarahisar. Die Stadt liegt etwa 20 Kilometer nordöstlich der Provinzhauptstadt Afyonkarahisar und beherbergt fast 55 Prozent (Stand: Ende 2024) der Landkreisbevölkerung.
Der 1987 geschaffene Landkreis liegt im Norden der Provinz. Er grenzt im Osten an Bayat, im Südosten an Çobanlar, im Südwesten an den zentralen Landkreis, im Westen an İhsaniye und im Norden an die Provinz Eskişehir. Durch die Stadt und den Landkreis verläuft die Europastraße 96 von Izmir nach Sivrihisar. Im Norden des Landkreises liegt der 1765 Meter hohe Berg Ağın Dağı, ein Gipfel des Gebirges Şaphane Dağı. Südlich der Stadt wird Marmor abgebaut.

Neben der Kreisstadt gibt es mit Seydiler (2071 Einwohner / 2 Mahalle) eine weitere Gemeinde/Kleinstadt (Belediye). Zum Kreis gehören auch noch elf Dörfer (Köy) mit durchschnittlich 844 Einwohnern. Zwei der Dörfer haben mehr als 1000 Einwohner: Karaağaç (2332 Einwohner) und Çalışlar (1760 Einwohner). Erstgenanntes ist zugleich das größte Dorf der Provinz Afyonkarahisar. Die Bevölkerungsdichte (51,3 Einw. je km²) erreicht nahezu den Wert der Provinz.